# Vaccinium mathewsii
Vaccinium mathewsii är en ljungväxtart som beskrevs av Hermann Sleumer. Vaccinium mathewsii ingår i Blåbärssläktet, och familjen ljungväxter. Inga underarter finns listade i Catalogue of Life.